# Niklas Vesterlund
Niklas Brøndsted Vesterlund Nielsen (Kopenhagen, 6 juni 1999) is een Deens voetballer die doorgaans als verdediger speelt en bij FC Utrecht onder contract staat.

## Clubcarrière

### FC Kopenhagen
Vesterlund speelde in de jeugd bij Vanløse IF, waarna hij werd gescout door FC Kopenhagen. Daar doorliep Vesterlund de volledige jeugdopleiding, waarna hij op 27 september 2018 voor het eerst bij de wedstrijdselectie van het eerste elftal zat. In de bekerwedstrijd tussen Viby IF en FC Kopenhagen (0–3 winst) startte hij in de basis en speelde zo'n 76 minuten. Dit zou zijn enige moment bij de wedstrijdselectie van het eerste efltal zijn.

### Trelleborgs FF
Begin 2019 vertrok Vesterlund naar het Zweedse Trelleborgs FF. Daar speelde hij met de club op het een na hoogste niveau.

### Tromsø IL
In 2021 vertrok Vesterlund naar Noorwegen, waar hij uit zou gaan komen voor Tromsø IL. Daar speelde hij 86 wedstrijden en was hij tien keer trefzeker.

### FC Utrecht
Eind januari 2024 tekende Vesterlund een contract tot aan de zomer van 2027 bij FC Utrecht. In de overeenkomst werd eveneens een optie voor een extra seizoen opgenomen. Voor de thuiswedstrijd tegen FC Volendam, die daags na de ondertekening volgde, werd benoemd dat Vesterlund al direct inzetbaar zou zijn. Zo maakte hij in de slotfase van die wedstrijd zijn debuut voor de club.

## Clubstatistieken
| Seizoen                       | Club            | Competitie      | Competitie | Competitie | Competitie | Beker | Beker | Beker | Overig | Overig | Overig | Totaal | Totaal | Totaal |
| Seizoen                       | Club            | Competitie      | Wed.       | Dlp.       | Ass.       | Wed.  | Dlp.  | Ass.  | Wed.   | Dlp.   | Ass.   | Wed.   | Dlp.   | Ass.   |
| ----------------------------- | --------------- | --------------- | ---------- | ---------- | ---------- | ----- | ----- | ----- | ------ | ------ | ------ | ------ | ------ | ------ |
| 2018/19                       | FC Kopenhagen   | Superligaen     | 0          | 0          | 0          | 1     | 0     | 0     | 0      | 0      | 0      | 1      | 0      | 0      |
| 2019                          | Trelleborgs FF  | Superettan      | 21         | 0          | 1          | 0     | 0     | 0     | 0      | 0      | 0      | 21     | 0      | 1      |
| 2020                          | Trelleborgs FF  | Superettan      | 24         | 2          | 0          | 5     | 1     | 0     | 2      | 0      | 0      | 31     | 3      | 0      |
| 2021                          | Trelleborgs FF  | Superettan      | 4          | 0          | 0          | 0     | 0     | 0     | 0      | 0      | 0      | 4      | 0      | 0      |
| 2021                          | Tromsø IL       | Eliteserien     | 25         | 2          | 1          | 1     | 1     | 1     | 0      | 0      | 0      | 26     | 3      | 2      |
| 2022                          | Tromsø IL       | Eliteserien     | 23         | 2          | 3          | 4     | 0     | 1     | 0      | 0      | 0      | 27     | 2      | 4      |
| 2023                          | Tromsø IL       | Eliteserien     | 30         | 5          | 5          | 3     | 0     | 1     | 0      | 0      | 0      | 33     | 5      | 6      |
| 2023/24                       | FC Utrecht      | Eredivisie      | 9          | 0          | 1          | 0     | 0     | 0     | 1      | 0      | 0      | 10     | 0      | 1      |
| 2024/25                       | FC Utrecht      | Eredivisie      | 5          | 1          | 2          | 2     | 0     | 0     | 0      | 0      | 0      | 7      | 1      | 2      |
| Carrière totaal               | Carrière totaal | Carrière totaal | 141        | 12         | 13         | 16    | 2     | 3     | 3      | 0      | 0      | 160    | 14     | 16     |
| Bijgewerkt op 12 januari 2025 |                 |                 |            |            |            |       |       |       |        |        |        |        |        |        |

## Interlandcarrière
Vesterlund kwam uit voor diverse Deense jeugdelftallen.